# Yovel Zoosman
Yovel Zoosman (en hébreu : יובל זוסמן) est un joueur israélien de basket-ball né le 12 mai 1998 à Kfar Saba. Il joue au poste d'ailier

## Biographie
Il joue pour le Maccabi Tel-Aviv.
Zoosman candidate à la draft 2019 de la NBA mais n'est pas choisi. Il remporte le championnat d'Israël en 2019.
En août 2021, Zoosman rejoint l'Alba Berlin avec lequel il signe un contrat pour trois saisons.

## Palmarès
- Champion d'Israël 2018, 2019, 2020, 2021
- Vainqueur de la Coupe d'Allemagne 2022